# Tapuruia
Tapuruia is een kevergeslacht uit de familie van de boktorren (Cerambycidae). De wetenschappelijke naam van het geslacht werd voor het eerst geldig gepubliceerd in 1973 door Lane.

## Soorten
Tapuruia omvat de volgende soorten:
- Tapuruia beebei (Fisher, 1944)
- Tapuruia felisbertoi Lane, 1973
- Tapuruia jolyi Napp & Martins, 1985